# Грушко Ніна Василівна
Ніна Василівна Грушко (Олененок) (нар. 7 вересня 1929, місто Невель, тепер Псковської області, Російська Федерація — ?) — українська радянська діячка, новатор виробництва, прядильниця Харківського канатного заводу. Депутат Верховної Ради УРСР 5-го скликання.

## Біографія
Рано втративши батьків, з 1936 року виховувалася у Невельському дитячому будинку. Під час німецько-радянської війни дитячий будинок був евакуйований у місто Казань Татарської АРСР. Закінчила шість класів неповної середньої школи.
У 1944 році була направлена навчатися у школу фабрично-заводського навчання (ФЗН) міста Харкова. Після закінчення школи ФЗН багато років працювала прядильницею Харківського канатного заводу. Обиралася членом заводського комітету профспілки та членом бюро цехової комсомольської організації.
Член КПРС з 1953 року.
Очолювана Грушко бригада прядильниць одна з перших на заводі долучилася до змагання за право називатися колективом комуністичної праці. Кожен член бригади виконував норми виробітку на 180 і більше процентів.
Потім — на пенсії у місті Харкові.